# Wikstroemia lichiangensis
Espèce
Classification phylogénétique
Wikstroemia lichiangensis est une espèce d'arbuste de la famille des Thymelaeaceae. Elle pousse dans la province du Yunnan en République populaire de Chine. Cette espèce est extrêmement proche de Wikstroemia delavayi et de Wikstroemia canescens. Son écorce est utilisée par le peuple Naxi pour fabriquer un papier traditionnel qui jouait un rôle important dans la religion Dongba.

## Étymologie
Le nom de genre Wikstroemia a été créé par le botaniste et sinologue autrichien Endlicher en l’honneur du botaniste suédois Wikström (1789-1856) qui se consacra à l’étude des Thymelaeaceae.
L’épithète spécifique lichiangensis a été créé par William Wright Smith en 1913, en référence à la région de distribution de l’arbuste, Lijiang, avec le suffixe -ensis servant à construire des gentilés sur la base du toponyme 丽江 Lichiang  (dans une ancienne transcription), soit « qui pousse à Lijiang ».

## Description
Wikstroemia lichiangensis est un arbuste de 1,5 à 3 m de haut, très ramifié. Les jeunes rameaux vert jaunâtre virent au noir grisâtre en vieillissant. Ils sont densément tomenteux blanc grisâtre, glabrescent.
Les feuilles alternes ont un limbe vert terne sur la face supérieure, plus pâle sur la face inférieure, oblancéolé ou oblong, de 1,5–3 cm de long sur 0,5–1 cm de large, papyracé, pubescent blanc grisâtre sur les deux faces.
Les inflorescences terminales portent de 5 à 15 fleurs. La fleur apétale comporte un calice vert jaunâtre, extérieur parfois violacé formé d’un tube d’env. 10 × 1 mm, extérieur densément pubescent blanc grisâtre terminé par 4 lobes, suborbiculaires, d’env. 2 mm. Les 8 étamines sont disposées en 2 verticilles (cercles) de 4 étamines, le verticille inférieur inséré légèrement au-dessus du milieu du tube du calice, le verticille supérieur dans la gorge. L’ovaire obovoïde, d’env. 2 mm, stipité, densément poilu, avec le style court, le stigmate capité, aplati.
Le fruit est une drupe, ellipsoïde, entouré du calice persistant.
La floraison a lieu de l’été à l’automne.

## Distribution et habitat
Wikstroemia lichiangensis croit en Chine au SO du Sichuan et au NO du Yunnan.
L’espèce pousse dans les forêts de montagne, aux hautes altitudes de 2 600–3 500 m.

## Utilisation
Cette plante est utilisée pour son écorce par le peuple Naxi (un groupe de la famille des langues sino-tibétaines), ainsi que l'espèce voisine Wikstroemia delavayi, pour faire du papier, notamment utilisé pour enregistrer les sûtra de leur culture Dongba. La fabrication de ce papier (nommé papier Dongba), qui fut d’abord une activité des prêtres Dongba, résulte depuis les années 1990 uniquement de l’activité économique des foyers villageois profitant de la fièvre du tourisme de masse à Lijiang pour écouler leur production.
Le papier produit avec cette écorce est insecticide, ce qui en facilite la conservation.
L’espèce pousse dans les forêts de montagne, aux hautes altitudes de 2 600–3 500 m,.